# Discoursethiek

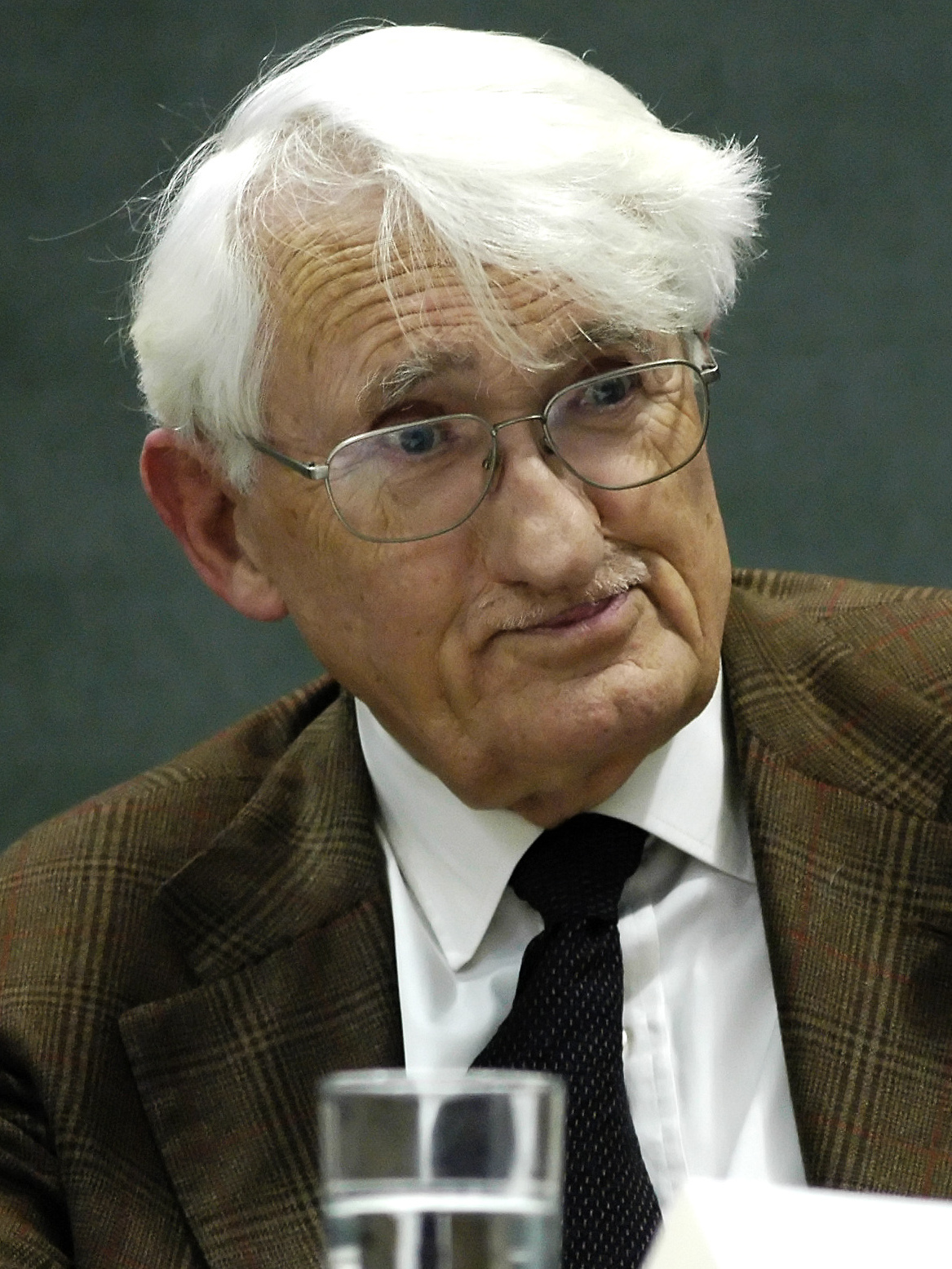
De discoursethiek is vooral uitgewerkt door de filosoof Jürgen Habermas.

Discoursethiek (Duits: Diskursethik) is een ethische of morele theorie die de geldigheid van normen baseert op het argumentatieve consensus waardoor de norm tot stand komt. De discoursethiek vertrekt vanuit de idee dat achter elke morele discussie een zekere rationaliteit schuilgaat, die de discussie ook net mogelijk maakt, en de onder ideale omstandigheden gevormde consensus tussen de discussiepartners wordt beschouwd als het fundament voor een morele norm. Dit soort ethiek is vooral ontwikkeld binnen het werk van de Duitse filosoof Jürgen Habermas, maar is bijvoorbeeld ook terug te vinden in het werk van personen als Karl-Otto Apel en Seyla Benhabib. De Amerikaanse filosoof en socioloog G. H. Mead wordt als voorloper van dit soort ethiek gezien.

## Inhoud
De Duitse filosofen Jürgen Habermas en Karl-Otto Apel worden beschouwd als de bedenkers van deze benadering van de ethiek. Habermas' zijn discoursethiek is vooral een poging om de implicaties van de communicatieve rationaliteit op het gebied van morele inzichten en normatieve geldigheid uiteen te zetten. Hierbij neemt Habermas de complexe taak op zich om de fundamentele elementen van Kants deontologie, waarop hij zich in hoge mate baseert, te herinterpreteren in communicatieve termen. De discoursethiek baseert zich dus op de eigenschappen en uitgangspunten die aanwezig worden verondersteld bij elke vorm van argumentatie en communicatie. Habermas ziet een sterk verband tussen de argumentatieregels en morele plichten. Morele plichten komen naar voren als geldig, volgens Habermas, net binnen zo'n discours. De universele geldigheid, typerend voor de kantiaanse ethiek, vloeit bijvoorbeeld voort uit de structuren eigen aan de taal zelf. Normatieve uitspraken claimen immers altijd universeel geldig te zijn en het persoonlijk perspectief te overstijgen. Het is daarnaast ook een cognitivistische ethiek, in de zin dat ze stelt dat morele uitspraken een cognitieve inhoud hebben en er op analoge wijze als in een discussie over feiten over gediscussieerd kan worden. Aan de andere kant pretendeert deze visie geen revisionistische theorie te zijn, maar slechts een descriptieve theorie over hoe mensen feitelijk moreel oordelen.

### Vooronderstellingen
Habermas beweert in zijn werk dat de normatieve geldigheid van uitspraken niet losstaand van de argumentatieve structuren eigen aan de taal zelf, begrepen kan worden. Om dit punt sterk te maken verwijst hij naar de eigenheid van taalhandelingen in communicatie en de impliciete argumentatie die ze veronderstellen. Hij baseert zich hier sterk op het werk van John Austin en John Searle. Het basisidee is dat de geldigheid van een morele norm niet gerechtvaardigd kan worden binnen het denken van een individueel persoon. De geldigheid is net enkel te rechtvaardigen vanuit een intersubjectief argumentatieproces tussen de verschillende betrokken individuen binnen een maatschappij. De normatieve geldigheid wordt bepaald door het wederzijds begrip tussen de verschillende individuen in een discussie.
Terwijl bij Kant de categorische imperatief een noodzakelijk product was van elk rationeel subject die zelfstandig over de wereld reflecteerde, stelt Habermas dat de morele principes noodzakelijk voortvloeien uit de impliciete argumentatiestructuren die eigen zijn aan elke discussie. Het gaat hierbij om vooronderstellingen die door elk individu moeten gemaakt worden, wil hij ook maar kunnen overgaan tot communicatie en argumentatie. Enkele van deze vooronderstellingen zijn:
- De vooronderstelling dat alle deelnemers van de discussie bepaalde linguïstische termen op dezelfde manier gebruiken.
- De vooronderstelling dat geen enkel relevant argument onderdrukt of op voorhand wordt uitgesloten door de deelnemers.
- De vooronderstelling van machtsvrije communicatie (herrschaftsfreie Kommunikation): geen enkele machtsverhouding, buiten die van het goede argument, mag een rol spelen binnen de discussie.
- De vooronderstelling dat alle individuen waarachtig zijn in hun deelname aan de discussie: ze willen daadwerkelijk tot een juiste consensus komen.
- De vooronderstelling dat alle deelnemers van de discussie evengoed in staat zijn om onderwerpen aan te dragen en ter discussie te stellen.

### Universaliteit
Deze vooronderstellingen binnen elke vorm van communicatie drukken ook een universele verplichting uit die noodzakelijk is voor de vooronderstelde onpartijdigheid van elk soort moreel oordelen, waardoor alle betrokkenen worden verplicht de perspectieven van alle andere betrokkenen in acht te nemen. Hieruit concludeert Habermas tot het volgende universaliteitsprincipe (U), dat als voorwaarde voor de geldigheid van elke morele norm wordt beschouwd:
(U) De gevolgen en bijverschijnselen die vermoedelijk zullen voortvloeien uit de algemene naleving van de betwiste norm moeten door alle deelnemers ongedwongen kunnen worden geaccepteerd.
Dit moet verstaan worden als verankerd in de dieptestructuur van elke geaccepteerde morele norm, en moet niet verward worden met het discoursethisch principe (D), dat zelf veronderstelt dat er normen bestaan die voldoen aan de voorwaarden die door (U) zijn vastgelegd:
(D) Geldig zijn die handelingsnormen waarmee alle mogelijkerwijs betrokken deelnemers aan een rationeel discours zouden kunnen instemmen.
De implicaties van (U) en (D) zijn verregaand. (U) betoogt een rationele reconstructie van het onpartijdige morele standpunt te zijn zoals dat in alle cognitivistische morele theorieën terugkomt. Volgens zulke morele cognitivisten (bijvoorbeeld bij Immanuel Kant of John Rawls) kan men enkel vanuit een abstract en onpersoonlijk standpunt inzicht verkrijgen in de onpartijdige verplichtingen die elke mens moet eerbiedigen, omdat vanuit dit perspectief geen enkel onverantwoord of onredelijk persoonlijk belang meer meespeelt. Habermas' reconstructie van deze notie is uiteraard wel verschillend, voornamelijk doordat hij het intersubjectief interpreteert. Dit wil zeggen dat Habermas, in tegenstelling tot Kant en Rawls, het morele standpunt beschrijft als iets dat voortvloeit uit een verzameling van verschillende perspectieven, namelijk die welke met de norm die in vraag gesteld wordt in verband staan. Het gaat hierbij dus niet om een standpunt van één persoon, maar om dat van een hele verzameling personen.
(D) aan de andere kant is dan weer een principe dat vooral betrekking heeft op de manier waarop normen, die in overeenstemming met (U) zijn, gerechtvaardigd kunnen worden binnen een discours. Ook hier haalt hij dit gegeven uit zijn individualistische sfeer en plaatst het binnen een intersubjectief proces van communicatie. (D) stelt dat elke morele norm slechts zijn geldigheid verkrijgt binnen actuele discoursen en dat ook elk persoon die in verband staat met die norm, moet kunnen deelnemen aan de discussie betreffende de geldigheid ervan. Deze opvatting van geldigheid is er in feite een die onderhevig is aan verandering en vooruitgang en is dus fallibilistisch. Zowel (U) als (D) zijn volgens Habermas katalysatoren van het normatieve leerproces dat ondanks dat het feilbaar is, toch niet tot moreel relativisme vervalt.